# Egentliga Finlands landskapsvapen
Egentliga Finlands landskapsvapen är det heraldiska vapnet för landskapet Egentliga Finland. Det togs i bruk 1557, efter att Gustav Vasas son Johan (III) 1556 hade förlänats det dåtida Finland, omfattande det nuvarande Egentliga Finland (som då kallades södra Finland) och Satakunda (norra Finland), som hertigdöme. Eftersom det moderna landskapets gränser i stort sett överensstämmer med det historiska landskapet, används samma vapen oförändrat även av det moderna landskapet.
Egentliga Finlands vapen innehåller en av de äldsta kända bilderna på den svenska flaggans föregångare. Flaggorna i vapnet är egentligen så kallade fänikor. En fänika är en liten fana av det slag som fanns vid spetsen på en lans, ordet är således en diminutivform. Färgerna i den svenska flaggan är dock desamma som i den svenska riksvapnet och i det äldsta kända beslutet om flaggans utseende, som utfärdades 1562 under kung Eriks tid på tronen, hänvisas till att blå flaggor med gula kors "av ålder" har använts för Sverige.
Vapnet pryds av en hertigkrona av det slag som användes på svenska landskapsvapen på 1500-talet. I Finland har dessa fortsatt att användas även efter den riksdelning som blev följden av freden i Fredrikshamn 1809. Hertigkronan finns också i Åbo stadsvapen.
Landskapet har även en landskapsvimpel som bär vapnet, till skillnad från den enklare husbondsvimpeln.

## Bildgalleri

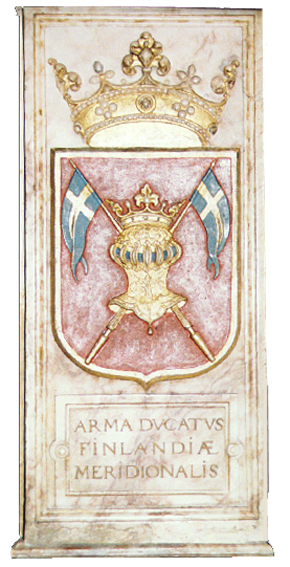
Vapnet som det återges på Gustav Vasas grav i Uppsala domkyrka.
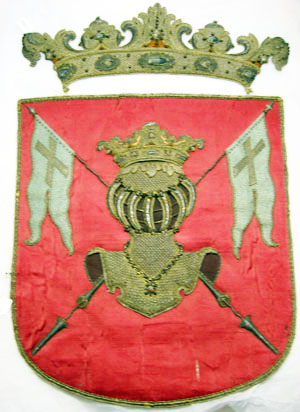
Vapnet buret på schabrak vid Karl X Gustavs begravning 1660.
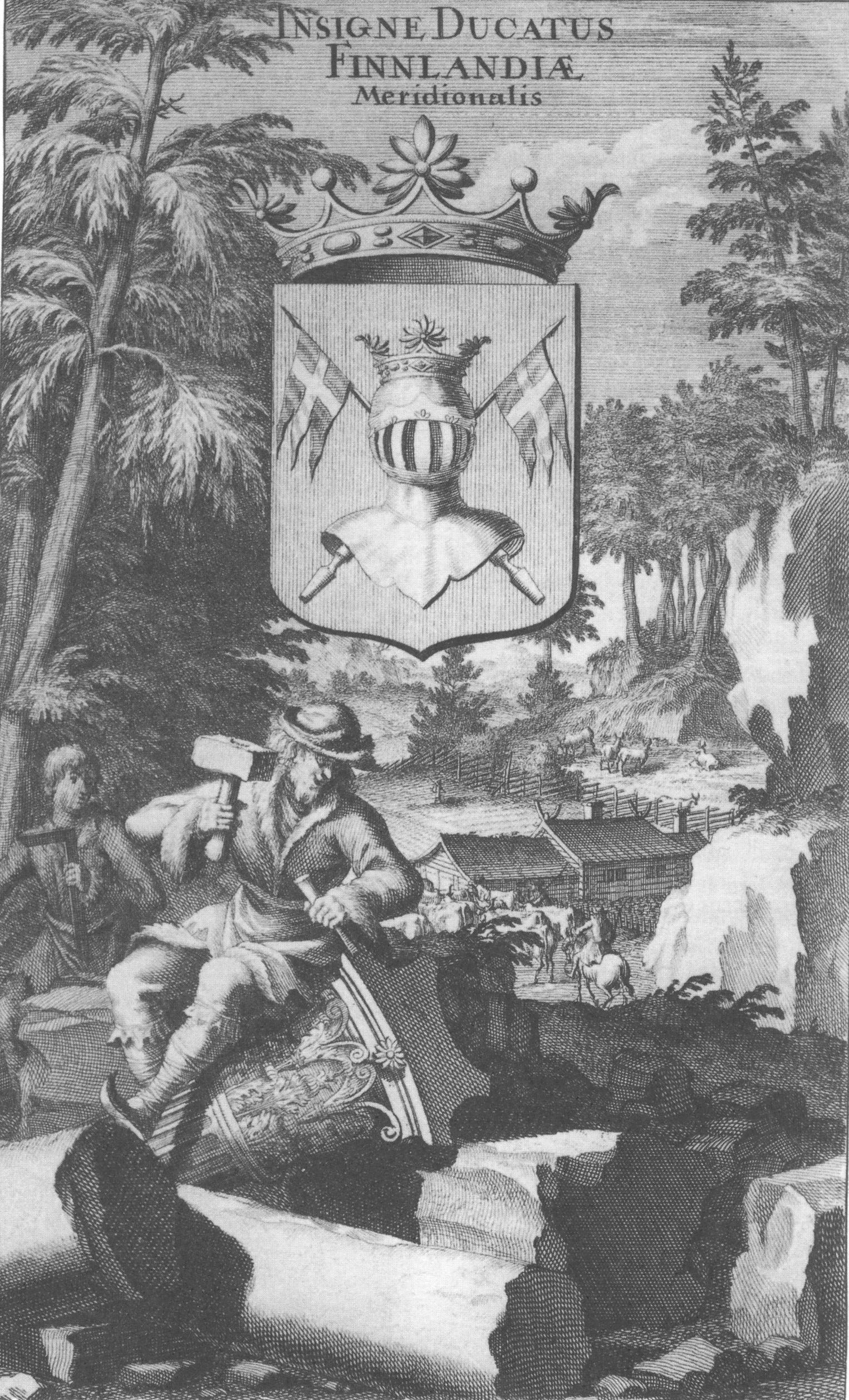
Vapnet i Suecia antiqua et hodierna, 1712.